# Генетическая память
Генетическая память (генная память, расовая память, родовая память, наследственная память, биологическая память, этническое сознание, этническая память) — ненаучное понятие, паранаучный концепт, опыт предков конкретного человека, передаваемый на генетическом уровне, закреплённые в каждом конкретном человеке на психофизическом уровне память и опыт его предков. Под предками могут пониматься представители этноса в качестве носителей этнической культуры. Считается, что генетическая память может находиться в спящем состоянии или «пробуждаться», активироваться, для чего необходим внешний триггер, например, участие в определённых обрядах. В этом случае для срабатывания триггера и активизации этнической памяти человек должен в какой-то степени «биологически» принадлежать к данному этносу. В современной психологии генетическая память, как правило, считается ложным понятием.
Понятие генетической памяти часто используется в парапсихологии при объяснении метода регрессии прошлой жизни, но большинство парапсихологов отвергает теорию генной памяти как не состоятельную.
В переносном значении термины генетическая «память», или биологическая «память» в психологии — гипотетическая «память» на биологические события, которые происходили в течение веков эволюции биологического вида, генетически закодированная склонность к определённым видам поведения и образцам действия, являющиеся рудиментами эволюционно важных изменений. Так, страх падения и рефлекторные реакции на падающие предметы рассматриваются как отражение эволюционной адаптивной реакции, которой должен обладать любой успешно развивающийся вид приматов.

## Развитие представлений
Современная концепция опровергает принадлежность генетической памяти к теории ламаркизма, в отличие от биологов XIX века, считающих генетическую память сплавом памяти и наследственности, в общем русле механизма Ламарка. К 1881 году Теодюль Рибо считал, что отличие психологической от генетической памяти в основе общего механизма заключается в том, что психологическая не взаимодействует с сознанием. Эвальд Геринг и Рихард Земон, развившие общие теории памяти, позже вывели теорию энграммы и определили сопутствующие процессы энграфии и экфории. Земон разделил память на два вида — генетическую и память центральной нервной системы.
Согласно Карлу Юнгу, генетическая память представляет собой опыт предков человека, который представлен нервными структурами головного мозга. Юнг приписывал данному термину некоторые мистические элементы, в связи с чем он получил широкое распространение в рамках парапсихологии.
Концепция присутствует в неоязычестве, позволяя его представителям говорить о своём учении как о продолжении аутентичной традиции даже в том случае, если эта традиция полностью утрачена или известна, но игнорируется неоязычниками. Адепты могут заявлять, что в познании и реконструкции аутентичного язычества научным путём, через обращение к источникам, нет необходимости, поскольку «истинное» знание они получают непосредственно от предков через родовую память. Понятие «природная вера» («естественная вера», «родная вера», «старая вера») подразумевает язычество как исконную веру, которая наследуется на генетическом уровне.

## В культуре
Термин часто используется в различных областях культуры, включая литературу и кино, обычно в совокупности с понятием «реинкарнация».
Генетическая память фигурирует в произведениях таких авторов как Джек Лондон и Роберт Говард. Так, в произведении «Межзвёздный скиталец» Лондон описывает реинкарнации осуждённого Даррела Стендинга. Известное влияние романом Лондона было оказано на Роберта Говарда, который написал множество рассказов на тему реинкарнации, такие как цикл о Джеймсе Эллисоне, «Скачущий-с-громом», «Дети ночи», «Люди тьмы», «Каирн на мысу» и многие другие. В контексте данных авторов тема реинкарнации тесно связана с генетической памятью, потому как герои произведений и их воплощения являются частью одной и той же расовой ветви.

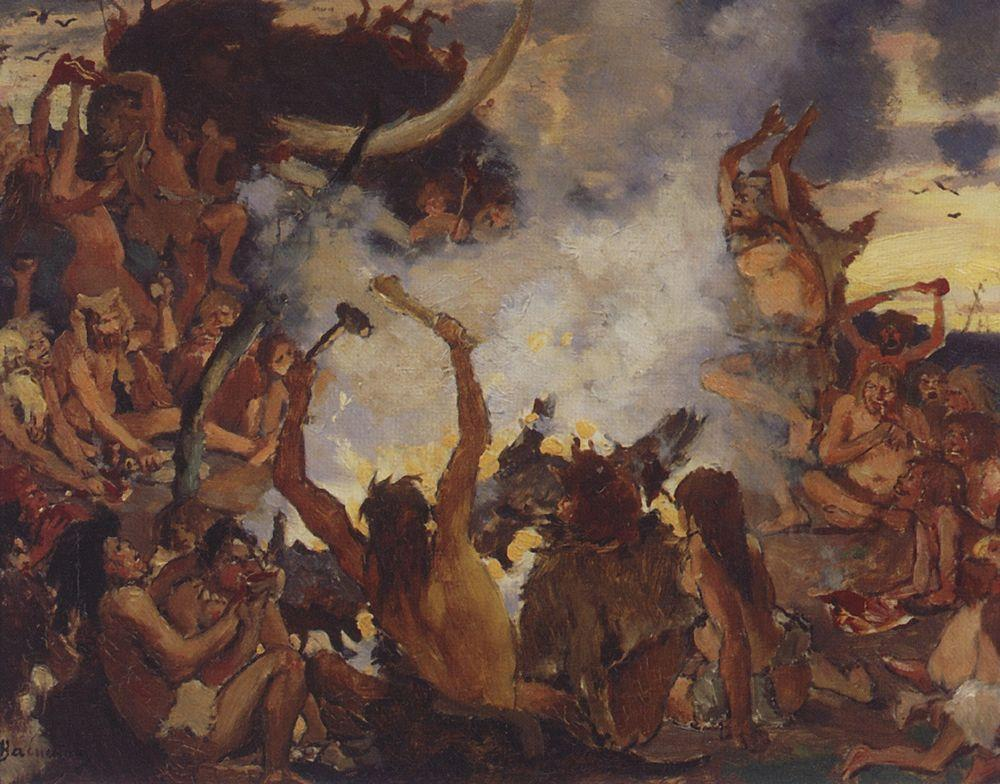
Согласно Ивану Ефремову, «наследственную память» восходит как минимум к палеолиту. Каменный век. Пиршество, Виктор Васнецов, 1883

Генетическая память описана в рассказе Ивана Ефремова «Эллинский секрет» (1966) называемая «памятью поколений», и в самом произведении подтверждённая опытами трансперсональной психологии. Глава «Камни в степи» романа Ефремова «Лезвие бритвы» (1963) посвящена видениям сибирского охотника Селезнёва, у которого Гирин при помощи ЛСД активировал «наследственную память». Сибиряк переживает воспоминания своего далёкого предка — палеолитического охотника времён архидискодонов и гигантопитеков как подлинные события. В одном из романов Хаггарда Аллан Квотермейн (в честь этого персонажа писатель назвал своего сына) под воздействием наркотика переносится в сознание своего далёкого предка.
Концепция играет важную роль в цикле романов «Хроники Дюны» Фрэнка Герберта (особенно вымышленное понятие Квисатц Хадерах).
В качестве составляющего критерия сюжета, генетическая память представлена в серии компьютерных игр Assassin’s Creed и фильмах по мотивам игры Кредо убийцы. Группа учёных смогла изобрести машину Анимус, способную извлекать из испытуемого заложенную в его генах информацию о предках.
В телевизионном сериале «Звёздные врата: SG-1» представлена инопланетная раса Гоа’улдов обладающая генетической памятью, позволяющей каждому индивиду владеть всеми знаниями его предков. При этом процесс передачи знаний является добровольным актом со стороны самки, производящей потомство.